# Sansevieria ehrenbergii
Sansevieria bleue, Sansevieria à l'épée
Espèce
Classification APG III (2009)
Sansevieria ehrenbergii, parfois appelée Sansevieria bleue ou Sansevieria à l'épée, est une espèce de plantes succulentes de la famille des Liliaceae ou des Asparagaceae et du genre Sansevieria. Très cultivée, elle est originaire d'Afrique de l'Est.